# Raïok

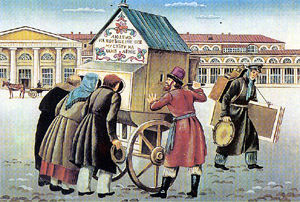
Raïok (Loubok du XIXe siècle).

Le Raïok (russe : Раёк) est un spectacle populaire fondé sur le même principe que le peep-show à son origine. C'est également une forme de littérature orale. 

## Description
Le raïok est réalisé grâce à une boite sur le devant de laquelle sont disposés deux verres grossissants, et dans laquelle défile une bande de papier ornée des représentations imagées (villes, grands personnages, événements; ...). Le servant qui manipule l'appareil, attire aussi par son boniment les spectateurs, commente les images, et raconte l'histoire qu'elle représentent. 
Les images sont de facture populaire, et avaient à l'origine le contenu religieux — d'où le nom raïok, dont la racine est raï (Рай), paradis. Les thèmes se sont grandement diversifiés, pour aborder y compris les sujets politiques. Le raïok était le plus souvent pratiqué dans les foires. Les termes de raïochnik (раешник) ou raïotchnik (раечник) désignent le présentateur et conteur, mais également le spectateur. 
On appelle aussi raïochnik (ou vers de raïok) la prose accentuée et rimée dans laquelle s'expriment le narrateur et les personnages. Celle-ci est haute en couleur, parsemée de bons mots, d'épithètes, de métaphores et de comparaisons, proche de celle du théâtre populaire et des petrouchkas.

## Postérité
Le raïok a eu une influence significative sur la littérature russe. Il est ainsi repris par Alexandre Pouchkine dans le Conte du pope et de sa servante Balda (ru) («Сказка о попе и о работнике его Балде»), ou dans des poésies de Demian Bedny.
À la fin du XIXe siècle, il passe dans le répertoire du théâtre populaire, et après la révolution le vers de raïok devient une forme de création populaire, utilisée notamment dans le théâtre d'agitprop. Il fait ainsi partie du répertoire; entre autres, du Terevsat de Vitebsk. 
Dmitri Chostakovitch a composé une pièce dont le nom est Raïok ou Le Petit Paradis antiformaliste. il s'agit d'une cantate satirique sur le décret Jdanov écrite pour quatre voix, chœur et piano. C'est le nom également d'une œuvre antérieure de Modeste Moussorgski.